# Rock 'n' Roll (album de Motörhead)
Pour les articles homonymes, voir Rock 'n' roll (homonymie).
Albums de Motörhead
Orgasmatron
(1986) 1916
(1991)
Rock'n'Roll est le huitième album studio du groupe de heavy metal britannique Motörhead. Il marque le retour de Phil Taylor, déjà présent de 1977 à 1984, à la batterie.
La production de cet album est créditée à Guy Bidmead plus ingénieur du son que producteur.
Il atteint le 34e rang dans les charts.

## Composition
- Lemmy Kilmister — chant, basse
- Phil Campbell — guitare
- Würzel — guitare
- Phil Taylor — batterie

## Liste des titres
Titres composés par Würzel, Phil Campbell, Phil Taylor et Lemmy.
1. Rock 'n' Roll – 3:49
2. Eat the Rich – 4:34
3. Blackheart – 4:03
4. Stone Deaf in the U.S.A. – 3:40
5. Blessing - 1:02
6. The Wolf – 3:28
7. Traitor – 3:17
8. Dogs – 3:48
9. All for You – 4:10
10. Boogeyman – 3:07
Réédition;
11. Cradle to the Grave – 4:05
12. Just 'Cos You Got the Power – 7:30